# 李裕隆
丹斯里李裕隆（英語：Alex Lee Yu Lung，1939年5月25日—1999年10月31日）是马来西亚政治人物、民政党党员，前财政部长李孝式的幼子。他曾任该党副主席、农业部副部长和国家团结及社会发展部副部长。此外，李裕隆还是马来西亚奥林匹克理事会副主席。

## 政治生涯
李裕隆在1980年代至1990年代期间，曾中选为峇都区国会议员及出任副部长。

## 逝世
1999年10月31日，李裕隆在巴布亚新几内亚海上潜水时，不幸意外身亡，享年60岁。他的死被媒体认为有些许离奇，因李裕隆拥有至少20年潜水经验，且是一名体育健将，最后却因潜水死亡而令人感到意外。首相马哈迪·莫哈末和首相夫人茜蒂哈斯玛也向他致以最后的敬意。
以他名字命名的丹斯里李裕隆教育基金自1999年起成立。